# Премия «Золотой глобус» за лучшую мужскую роль второго плана — телесериал, мини-сериал или телефильм
Премия «Золотой глобус» за лучшую мужскую роль второго плана в мини-сериале, телесериале или телефильме (англ. Golden Globe Award for Best Supporting Actor – Series, Miniseries or Television Film) вручается Голливудской ассоциацией иностранной прессы с 1971 года. Ниже приведён полный список победителей и номинантов. 
 Имена победителей выделены отдельным цветом. 

## 1971—1980
| Год  | Церемония | Фотографии лауреатов                                                     | Лауреаты и номинанты                                           | Лауреаты и номинанты                                         |
| ---- | --------- | ------------------------------------------------------------------------ | -------------------------------------------------------------- | ------------------------------------------------------------ |
| 1971 | 28-я      |                                                                          | • Джеймс Бролин — «Доктор Маркус Уэлби» за роль Стивена Кили   | • Джеймс Бролин — «Доктор Маркус Уэлби» за роль Стивена Кили |
| 1971 | 28-я      | • Тайг Эндрюс — «Отряд „Стиляги“» за роль капитана Адама Грира           |                                                                |                                                              |
| 1971 | 28-я      | • Майкл Константин — «Комната 222» за роль Сеймура Кауфмана              |                                                                |                                                              |
| 1971 | 28-я      | • Генри Гибсон — «Хохмы Роуэна и Мартина» за роль поэта/священника       |                                                                |                                                              |
| 1971 | 28-я      | • Залман Кинг — «Молодые юристы» за роль Аарона Сильвермана              |                                                                |                                                              |
| 1972 | 29-я      |                                                                          | • Эдвард Аснер — «Шоу Мэри Тайлер Мур» за роль Лу Гранта       | • Эдвард Аснер — «Шоу Мэри Тайлер Мур» за роль Лу Гранта     |
| 1972 | 29-я      | • Джеймс Бролин — «Доктор Маркус Уэлби» за роль Стивена Кили             |                                                                |                                                              |
| 1972 | 29-я      | • Харви Корман — «Шоу Кэрол Бёрнетт» за разные роли                      |                                                                |                                                              |
| 1972 | 29-я      | • Роб Райнер — «Все в семье» за роль Майкла Стивика                      |                                                                |                                                              |
| 1972 | 29-я      | • Милбёрн Стоун — «Дымок из ствола» за роль Дока Ховарда Макнира         |                                                                |                                                              |
| 1973 | 30-я      |                                                                          | • Джеймс Бролин — «Доктор Маркус Уэлби» за роль Стивена Кили   | • Джеймс Бролин — «Доктор Маркус Уэлби» за роль Стивена Кили |
| 1973 | 30-я      | • Эдвард Аснер — «Шоу Мэри Тайлер Мур» за роль Лу Гранта                 |                                                                |                                                              |
| 1973 | 30-я      | • Тед Найт — «Шоу Мэри Тайлер Мур» за роль Теда Бакстера                 |                                                                |                                                              |
| 1973 | 30-я      | • Харви Корман — «Шоу Кэрол Бёрнетт» за разные роли                      |                                                                |                                                              |
| 1973 | 30-я      | • Роб Райнер — «Все в семье» за роль Майкла Стивика                      |                                                                |                                                              |
| 1974 | 31-я      |                                                                          | • Маклин Стивенсон — «МЭШ» за роль Генри Блэйка                | • Маклин Стивенсон — «МЭШ» за роль Генри Блэйка              |
| 1974 | 31-я      | • Эдвард Аснер — «Шоу Мэри Тайлер Мур» за роль Лу Гранта                 |                                                                |                                                              |
| 1974 | 31-я      | • Уилл Гир — «Уолтоны» за роль Зебулона Уолтона                          |                                                                |                                                              |
| 1974 | 31-я      | • Харви Корман — «Шоу Кэрол Бёрнетт» за разные роли                      |                                                                |                                                              |
| 1974 | 31-я      | • Строзер Мартин — «Хокинс» за роль Р. Джей Хокинса                      |                                                                |                                                              |
| 1974 | 31-я      | • Роб Райнер — «Все в семье» за роль Майкла Стивика                      |                                                                |                                                              |
| 1975 | 32-я      | [[Файл:\|100px]]                                                         | • Харви Корман — «Шоу Кэрол Бёрнетт» за разные роли            | • Харви Корман — «Шоу Кэрол Бёрнетт» за разные роли          |
| 1975 | 32-я      | [[Файл:\|100px]]                                                         | • Уилл Гир — «Уолтоны» за роль Зебулона Уолтона                |                                                              |
| 1975 | 32-я      | [[Файл:\|100px]]                                                         | • Гэвин Маклауд — «Шоу Мэри Тайлер Мур» за роль Мюррея Слотера |                                                              |
| 1975 | 32-я      | [[Файл:\|100px]]                                                         | • Уитман Майо — «Санфорд и сын» за роль Грейди Уилсона         |                                                              |
| 1975 | 32-я      | [[Файл:\|100px]]                                                         | • Джимми Уокер — «Добрые времена» за роль Джей Джей Эванса     |                                                              |
| 1976 | 33-я      |                                                                          | • Эдвард Аснер — «Шоу Мэри Тайлер Мур» за роль Лу Гранта       |                                                              |
| 1976 | 33-я      | • Тим Конуэй — «Шоу Кэрол Бёрнетт» за разные роли                        |                                                                |                                                              |
| 1976 | 33-я      | • Тед Найт — «Шоу Мэри Тайлер Мур» за роль Теда Бакстера                 |                                                                |                                                              |
| 1976 | 33-я      | • Роб Райнер — «Все в семье» за роль Майкла Стивика                      |                                                                |                                                              |
| 1976 | 33-я      | • Джимми Уокер — «Добрые времена» за роль Джей Джей Эванса               |                                                                |                                                              |
| 1977 | 34-я      | • Эдвард Аснер — «Богач, бедняк» за роль Акселя Джордаша                 | • Эдвард Аснер — «Богач, бедняк» за роль Акселя Джордаша       |                                                              |
| 1977 | 34-я      | • Тим Конуэй — «Шоу Кэрол Бёрнетт» за разные роли                        |                                                                |                                                              |
| 1977 | 34-я      | • Чарльз Дёрнинг — «Капитаны и короли» за роль Эда Хили                  |                                                                |                                                              |
| 1977 | 34-я      | • Гэвин Маклауд — «Шоу Мэри Тайлер Мур» за роль Мюррея Слотера           |                                                                |                                                              |
| 1977 | 34-я      | • Роб Райнер — «Все в семье» за роль Майкла Стивика                      |                                                                |                                                              |
| 1978 | 35-я      | Награда не вручалась                                                     | Награда не вручалась                                           | Награда не вручалась                                         |
| 1979 | 36-я      |                                                                          | • Норман Фелл — «Трое — это компания» за роль Стэнли Роупера   | • Норман Фелл — «Трое — это компания» за роль Стэнли Роупера |
| 1979 | 36-я      | • Джефф Конауэй — «Такси» за роль Бобби Уилера                           |                                                                |                                                              |
| 1979 | 36-я      | • Дэнни Де Вито — «Такси» за роль Луи Де Пальмы                          |                                                                |                                                              |
| 1979 | 36-я      | • Пэт Харрингтон-младший — «Однажды за один раз» за роль Дуэйна Шнайдера |                                                                |                                                              |
| 1979 | 36-я      | • Энди Кауфман — «Такси» за роль Латки Граваса                           |                                                                |                                                              |
| 1980 | 37-я      |                                                                          | • Дэнни Де Вито — «Такси» за роль Луи Де Пальмы                |                                                              |
| 1980 | 37-я      | • Вик Тейбэк — «Элис» за роль Мела Шарплиса                              |                                                                |                                                              |
| 1980 | 37-я      | • Джефф Конауэй — «Такси» за роль Бобби Уилера                           |                                                                |                                                              |
| 1980 | 37-я      | • Тони Данца — «Такси» за роль Тони Банта                                |                                                                |                                                              |
| 1980 | 37-я      | • Дэвид Дойл — «Ангелы Чарли» за роль Джона Босли                        |                                                                |                                                              |

## 1981—1990
| Год  | Церемония | Фотографии лауреатов                                                               | Лауреаты и номинанты                                                     | Лауреаты и номинанты                                                    |
| ---- | --------- | ---------------------------------------------------------------------------------- | ------------------------------------------------------------------------ | ----------------------------------------------------------------------- |
| 1981 | 38-я      |                                                                                    | • Пэт Харрингтон-младший — «Однажды за один раз» за роль Дуэйна Шнайдера |                                                                         |
| 1981 | 38-я      | • Вик Тейбэк — «Элис» за роль Мела Шарплиса                                        |                                                                          |                                                                         |
| 1981 | 38-я      | • Дэнни Де Вито — «Такси» за роль Луи Де Пальмы                                    |                                                                          |                                                                         |
| 1981 | 38-я      | • Энди Кауфман — «Такси» за роль Латки Граваса                                     |                                                                          |                                                                         |
| 1981 | 38-я      | • Джеффри Льюис — «Фло» за роль Эрла Такера                                        |                                                                          |                                                                         |
| 1982 | 39-я      |                                                                                    | • Джон Хиллерман — «Частный детектив Магнум» за роль Джонатана Хиггинса  | • Джон Хиллерман — «Частный детектив Магнум» за роль Джонатана Хиггинса |
| 1982 | 39-я      | • Дэнни Де Вито — «Такси» за роль Луи Де Пальмы                                    |                                                                          |                                                                         |
| 1982 | 39-я      | • Пэт Харрингтон-младший — «Однажды за один раз» за роль Дуэйна Шнайдера           |                                                                          |                                                                         |
| 1982 | 39-я      | • Вик Тейбэк — «Элис» за роль Мела Шарплиса                                        |                                                                          |                                                                         |
| 1982 | 39-я      | • Эрве Вильшез — «Остров фантазий» за роль Тату                                    |                                                                          |                                                                         |
| 1983 | 40-я      |                                                                                    | • Лайонел Стэндер — «Супруги Харт» за роль Макса                         | • Лайонел Стэндер — «Супруги Харт» за роль Макса                        |
| 1983 | 40-я      | • Пэт Харрингтон-младший — «Однажды за один раз» за роль Дуэйна Шнайдера           |                                                                          |                                                                         |
| 1983 | 40-я      | • Джон Хиллерман — «Частный детектив Магнум» за роль Джонатана Хиггинса            |                                                                          |                                                                         |
| 1983 | 40-я      | • Лоренцо Ламас — «Фэлкон Крест» за роль Ланса Камсона                             |                                                                          |                                                                         |
| 1983 | 40-я      | • Энсон Уильямс — «Счастливые дни» за роль Потци Уэбера                            |                                                                          |                                                                         |
| 1984 | 41-я      |                                                                                    | • Ричард Кайли — «Поющие в терновнике» за роль Падрика Клири             | • Ричард Кайли — «Поющие в терновнике» за роль Падрика Клири            |
| 1984 | 41-я      | • Брайан Браун — «Поющие в терновнике» за роль Люка О’Нилла                        |                                                                          |                                                                         |
| 1984 | 41-я      | • Джон Хаусман — «Ветра войны» за роль Аарона Джестроу                             |                                                                          |                                                                         |
| 1984 | 41-я      | • Перри Кинг — «Горячее сердце» за роль Янка                                       |                                                                          |                                                                         |
| 1984 | 41-я      | • Роб Лоу — «Дитя четверга» за роль Сэма Олдена                                    |                                                                          |                                                                         |
| 1984 | 41-я      | • Ян-Майкл Винсент — «Ветра войны» за роль Байрона Генри                           |                                                                          |                                                                         |
| 1985 | 42-я      |                                                                                    | • Пол Ле Мэт — «Пылающая кровать» за роль Джеймса Берлина Хьюза          | • Пол Ле Мэт — «Пылающая кровать» за роль Джеймса Берлина Хьюза         |
| 1985 | 42-я      | • Пирс Броснан — «Нэнси Астор» за роль Роберта Гулда Шоу                           |                                                                          |                                                                         |
| 1985 | 42-я      | • Джон Хиллерман — «Частный детектив Магнум» за роль Джонатана Хиггинса            |                                                                          |                                                                         |
| 1985 | 42-я      | • Бен Верин — «Остров Эллис» за роль Роско Хейнса                                  |                                                                          |                                                                         |
| 1985 | 42-я      | • Брюс Вейц — «Блюз Хилл-стрит» за роль детектива Мика Белкера                     |                                                                          |                                                                         |
| 1986 | 43-я      |                                                                                    | • Эдвард Джеймс Олмос — «Полиция Майами» за роль Мартина Кастилло        | • Эдвард Джеймс Олмос — «Полиция Майами» за роль Мартина Кастилло       |
| 1986 | 43-я      | • Эд Бегли-младший — «Сент-Элсвер» за роль доктора Виктора Эрлиха                  |                                                                          |                                                                         |
| 1986 | 43-я      | • Дэвид Кэррадайн — «Север и Юг» за роль Джастина Ламотта                          |                                                                          |                                                                         |
| 1986 | 43-я      | • Ричард Фарнсуорт — «Преследование» за роль судьи Гранда Петтитта                 |                                                                          |                                                                         |
| 1986 | 43-я      | • Джон Джеймс — «Династия» за роль Джеффри Колби                                   |                                                                          |                                                                         |
| 1986 | 43-я      | • Джон Малкович — «Смерть коммивояжёра» за роль Бифа Ломена                        |                                                                          |                                                                         |
| 1986 | 43-я      | • Пэт Морита — «Амос» за роль Томми Танаки                                         |                                                                          |                                                                         |
| 1986 | 43-я      | • Брюс Вейц — «Блюз Хилл-стрит» за роль детектива Мика Белкера                     |                                                                          |                                                                         |
| 1987 | 44-я      |                                                                                    | • Ян Никлас — «Анастасия: Загадка Анны» за роль принца Эрика             | • Ян Никлас — «Анастасия: Загадка Анны» за роль принца Эрика            |
| 1987 | 44-я      | • Том Конти — «Нацистский охотник: История Бит Кларсфелд» за роль Сержа Кларсфелда |                                                                          |                                                                         |
| 1987 | 44-я      | • Джон Хиллерман — «Частный детектив Магнум» за роль Джонатана Хиггинса            |                                                                          |                                                                         |
| 1987 | 44-я      | • Тревор Ховард — «Канун Рождества» за роль Мейтленда                              |                                                                          |                                                                         |
| 1987 | 44-я      | • Рон Либман — «Канун Рождества» за роль Морриса Хаффнера                          |                                                                          |                                                                         |
| 1988 | 45-я      |                                                                                    | • Рутгер Хауэр — «Побег из Собибора» за роль Александра Печерского       | • Рутгер Хауэр — «Побег из Собибора» за роль Александра Печерского      |
| 1988 | 45-я      | • Кирк Кэмерон — «Проблемы роста» за роль Майка Сивера                             |                                                                          |                                                                         |
| 1988 | 45-я      | • Дэбни Коулмен — «Поклялся молчать» за роль Мартина Костигана                     |                                                                          |                                                                         |
| 1988 | 45-я      | • Джон Хиллерман — «Частный детектив Магнум» за роль Джонатана Хиггинса            |                                                                          |                                                                         |
| 1988 | 45-я      | • Джон Ларрокетт — «Ночной суд» за роль Дэна Филдинга                              |                                                                          |                                                                         |
| 1988 | 45-я      | • Брайан Макнамара — «Клуб миллиардеров» за роль Дина Карни                        |                                                                          |                                                                         |
| 1988 | 45-я      | • Алан Рэчинс — «Закон Лос-Анджелеса» за роль Дугласа Брэкмена                     |                                                                          |                                                                         |
| 1988 | 45-я      | • Гордон Томсон — «Династия» за роль Адама Кэррингтона                             |                                                                          |                                                                         |
| 1989 | 46-я      |                                                                                    | • Барри Боствик — «Война и воспоминание» за роль Картера Астера          |                                                                         |
| 1989 | 46-я      | • Джон Гилгуд — «Война и воспоминание» за роль Аарона Джестроу                     |                                                                          |                                                                         |
| 1989 | 46-я      | • Арманд Ассанте — «Джек-потрошитель» за роль Ричарда Мэнсфилда                    |                                                                          |                                                                         |
| 1989 | 46-я      | • Кирк Кэмерон — «Проблемы роста» за роль Майка Сивера                             |                                                                          |                                                                         |
| 1989 | 46-я      | • Ларри Дрейк — «Закон Лос-Анджелеса» за роль Бенни Стулвича                       |                                                                          |                                                                         |
| 1989 | 46-я      | • Дерек Джекоби — «Десятый человек» за роль самозванца                             |                                                                          |                                                                         |
| 1989 | 46-я      | • Эдвард Джеймс Олмос — «Полиция Майами» за роль Мартина Кастилло                  |                                                                          |                                                                         |
| 1990 | 47-я      |                                                                                    | • Дин Стоквелл — «Квантовый скачок» за роль Альберта Калавиччи           | • Дин Стоквелл — «Квантовый скачок» за роль Альберта Калавиччи          |
| 1990 | 47-я      | • Крис Бёрк — «Жизнь продолжается» за роль Корки Тэтчера                           |                                                                          |                                                                         |
| 1990 | 47-я      | • Ларри Дрейк — «Закон Лос-Анджелеса» за роль Бенни Стулвича                       |                                                                          |                                                                         |
| 1990 | 47-я      | • Томми Ли Джонс — «Одинокий голубь» за роль Вудро Колла                           |                                                                          |                                                                         |
| 1990 | 47-я      | • Майкл Такер — «Закон Лос-Анджелеса» за роль Стюарта Марковица                    |                                                                          |                                                                         |

## 1991—2000
| Год  | Церемония | Фотографии лауреатов                                                                | Лауреаты и номинанты                                                      | Лауреаты и номинанты                                                      |
| ---- | --------- | ----------------------------------------------------------------------------------- | ------------------------------------------------------------------------- | ------------------------------------------------------------------------- |
| 1991 | 48-я      |                                                                                     | • Чарльз Дёрнинг — «Кеннеди из Массачусетса» за роль Джона Фицджеральда   | • Чарльз Дёрнинг — «Кеннеди из Массачусетса» за роль Джона Фицджеральда   |
| 1991 | 48-я      | • Барри Миллер — «Закон для всех» за роль Пита Бригмана                             |                                                                           |                                                                           |
| 1991 | 48-я      | • Джимми Смитс — «Закон Лос-Анджелеса» за роль Виктора Сифуэнтеса                   |                                                                           |                                                                           |
| 1991 | 48-я      | • Дин Стоквелл — «Квантовый скачок» за роль Альберта Калавиччи                      |                                                                           |                                                                           |
| 1991 | 48-я      | • Блэр Андервуд — «Закон Лос-Анджелеса» за роль Джонатана Роллинса                  |                                                                           |                                                                           |
| 1992 | 49-я      |                                                                                     | • Луис Госсетт-младший — «История Жозефины Бейкер» за роль Сидни Уильямса | • Луис Госсетт-младший — «История Жозефины Бейкер» за роль Сидни Уильямса |
| 1992 | 49-я      | • Ларри Дрейк — «Закон Лос-Анджелеса» за роль Бенни Стулвича                        |                                                                           |                                                                           |
| 1992 | 49-я      | • Майкл Джетер — «Вечерняя тень» за роль Хермана Стайлса                            |                                                                           |                                                                           |
| 1992 | 49-я      | • Ричард Кили — «Разделённые, но равные» за роль Эрла Уоррена                       |                                                                           |                                                                           |
| 1992 | 49-я      | • Дин Стоквелл — «Квантовый скачок» за роль Альберта Калавиччи                      |                                                                           |                                                                           |
| 1993 | 50-я      |                                                                                     | • Максимилиан Шелл — «Сталин» за роль Владимира Ленина                    | • Максимилиан Шелл — «Сталин» за роль Владимира Ленина                    |
| 1993 | 50-я      | • Джейсон Александер — «Сайнфелд» за роль Джорджа Костансы                          |                                                                           |                                                                           |
| 1993 | 50-я      | • Джон Корбетт — «Северная сторона» за роль Криса Стивенса                          |                                                                           |                                                                           |
| 1993 | 50-я      | • Хьюм Кронин — «Прогулка по Бродвею» за роль Бена                                  |                                                                           |                                                                           |
| 1993 | 50-я      | • Эрл Холлиман — «Дельта» за роль Дардена Тоу                                       |                                                                           |                                                                           |
| 1993 | 50-я      | • Дин Стоквелл — «Квантовый скачок» за роль Альберта Калавиччи                      |                                                                           |                                                                           |
| 1994 | 51-я      |                                                                                     | • Бо Бриджес — «Убийца предводителя» за роль Терри Харпера                | • Бо Бриджес — «Убийца предводителя» за роль Терри Харпера                |
| 1994 | 51-я      | • Джейсон Александер — «Сайнфелд» за роль Джорджа Костансы                          |                                                                           |                                                                           |
| 1994 | 51-я      | • Деннис Франц — «Полиция Нью-Йорка» за роль детектива Энди Сиповица                |                                                                           |                                                                           |
| 1994 | 51-я      | • Джон Махони — «Фрейзер» за роль Мартина Крэйна                                    |                                                                           |                                                                           |
| 1994 | 51-я      | • Джонатан Прайс — «Варвары у ворот» за роль Генри Кравица                          |                                                                           |                                                                           |
| 1995 | 52-я      |                                                                                     | • Эдвард Джеймс Олмос — «Огненный сезон» за роль Уилсона Пенейро          | • Эдвард Джеймс Олмос — «Огненный сезон» за роль Уилсона Пенейро          |
| 1995 | 52-я      | • Джейсон Александер — «Сайнфелд» за роль Джорджа Костансы                          |                                                                           |                                                                           |
| 1995 | 52-я      | • Файвуш Финкель — «Застава фехтовальщиков» за роль Дугласа Уэмбо                   |                                                                           |                                                                           |
| 1995 | 52-я      | • Дэвид Хайд Пирс — «Фрейзер» за роль Нильса Крэйна                                 |                                                                           |                                                                           |
| 1995 | 52-я      | • Джон Малкович — «Сердце во тьме» за роль Куртца                                   |                                                                           |                                                                           |
| 1996 | 53-я      |                                                                                     | • Дональд Сазерленд — «Гражданин Икс» за роль полковника Михаила Фетисова | • Дональд Сазерленд — «Гражданин Икс» за роль полковника Михаила Фетисова |
| 1996 | 53-я      | • Сэм Эллиотт — «Девушки с Дикого Запада» за роль Дикого Билла Хикока               |                                                                           |                                                                           |
| 1996 | 53-я      | • Том Халс — «Хроники из жизни Хайди» за роль Питера Патроне                        |                                                                           |                                                                           |
| 1996 | 53-я      | • Дэвид Хайд Пирс — «Фрейзер» за роль Нильса Крэйна                                 |                                                                           |                                                                           |
| 1996 | 53-я      | • Генри Томас — «Обвинительный акт: Суд над Макмартинами» за роль Рэя Бакки         |                                                                           |                                                                           |
| 1997 | 54-я      |                                                                                     | • Иэн Маккеллен — «Распутин» за роль императора Николая II                | • Иэн Маккеллен — «Распутин» за роль императора Николая II                |
| 1997 | 54-я      | • Дэвид Хайд Пирс — «Фрейзер» за роль Нильса Крейна                                 |                                                                           |                                                                           |
| 1997 | 54-я      | • Дэвид Пеймер — «Преступление века» за роль Дэвида Уилентза                        |                                                                           |                                                                           |
| 1997 | 54-я      | • Энтони Куинн — «Готти» за роль Аньелло Деллакрока                                 |                                                                           |                                                                           |
| 1997 | 54-я      | • Ноа Уайли — «Скорая помощь» за роль Джона Картера                                 |                                                                           |                                                                           |
| 1998 | 55-я      |                                                                                     | • Джордж Кэмпбелл Скотт — «12 разгневанных мужчин» за роль присяжного № 3 | • Джордж Кэмпбелл Скотт — «12 разгневанных мужчин» за роль присяжного № 3 |
| 1998 | 55-я      | • Джейсон Александер — «Сайнфелд» за роль Джорджа Костансы                          |                                                                           |                                                                           |
| 1998 | 55-я      | • Майкл Кейн — «Противостояние» за роль Фредерика Виллема де Клерка                 |                                                                           |                                                                           |
| 1998 | 55-я      | • Дэвид Хайд Пирс — «Фрейзер» за роль Нильса Крэйна                                 |                                                                           |                                                                           |
| 1998 | 55-я      | • Эрик Ла Саль — «Скорая помощь» за роль Питера Бентона                             |                                                                           |                                                                           |
| 1998 | 55-я      | • Ноа Уайли — «Скорая помощь» за роль Джона Картера                                 |                                                                           |                                                                           |
| 1999 | 56-я      |                                                                                     | • Грегори Пек — «Моби Дик» за роль отца Мэппла                            |                                                                           |
| 1999 | 56-я      | • Дон Чидл — «Крысиная стая» за роль Сэмми Дэвиса                                   |                                                                           |                                                                           |
| 1999 | 56-я      | • Ноа Уайли — «Скорая помощь» за роль Джона Картера                                 |                                                                           |                                                                           |
| 1999 | 56-я      | • Джо Мантенья — «Крысиная стая» за роль Дина Мартина                               |                                                                           |                                                                           |
| 1999 | 56-я      | • Дэвид Спейд — «Журнал мод» за роль Дэнниса Финча                                  |                                                                           |                                                                           |
| 2000 | 57-я      |                                                                                     | • Питер Фонда — «Тайная страсть Айн Рэнд» за роль Фрэнка О’Коннора        | • Питер Фонда — «Тайная страсть Айн Рэнд» за роль Фрэнка О’Коннора        |
| 2000 | 57-я      | • Клаус Мария Брандауэр — «Познакомьтесь с Дороти Дендридж» за роль Отто Премингера |                                                                           |                                                                           |
| 2000 | 57-я      | • Шон Хейс — «Уилл и Грейс» за роль Джека Макфарленда                               |                                                                           |                                                                           |
| 2000 | 57-я      | • Крис Нот — «Секс в большом городе» за роль мистера Бига                           |                                                                           |                                                                           |
| 2000 | 57-я      | • Питер О’Тул — «Жанна д’Арк» за роль епископа Пьера Кошона                         |                                                                           |                                                                           |
| 2000 | 57-я      | • Дэвид Спейд — «Журнал мод» за роль Дэнниса Финча                                  |                                                                           |                                                                           |

## 2001—2010
| Год  | Церемония | Фотографии лауреатов                                                       | Лауреаты и номинанты                                                        |
| ---- | --------- | -------------------------------------------------------------------------- | --------------------------------------------------------------------------- |
| 2001 | 58-я      |                                                                            | • Роберт Дауни-младший — «Элли Макбил» за роль Ларри Пола                   |
| 2001 | 58-я      | • Шон Хейс — «Уилл и Грейс» за роль Джека Макфарленда                      |                                                                             |
| 2001 | 58-я      | • Джон Махони — «Фрейзер» за роль Мартина Крэйна                           |                                                                             |
| 2001 | 58-я      | • Дэвид Хайд Пирс — «Фрейзер» за роль Нильса Крэйна                        |                                                                             |
| 2001 | 58-я      | • Кристофер Пламмер — «Американская трагедия» за роль Франсиса Ли Бэйли    |                                                                             |
| 2001 | 58-я      | • Брэдли Уитфорд — «Западное крыло» за роль Джоша Лаймана                  |                                                                             |
| 2002 | 59-я      |                                                                            | • Стэнли Туччи — «Заговор» за роль Адольфа Эйхмана                          |
| 2002 | 59-я      | • Джон Корбетт — «Секс в большом городе» за роль Эйдана Шоу                |                                                                             |
| 2002 | 59-я      | • Шон Хейс — «Уилл и Грейс» за роль Джека Макфарленда                      |                                                                             |
| 2002 | 59-я      | • Брэдли Уитфорд — «Западное крыло» за роль Джоша Лаймана                  |                                                                             |
| 2002 | 59-я      | • Рон Ливингстон — «Братья по оружию» за роль Льюиса Никсона               |                                                                             |
| 2003 | 60-я      |                                                                            | • Дональд Сазерленд — «Путь к войне» за роль Кларка Клиффорда               |
| 2003 | 60-я      | • Алек Болдуин — «Путь к войне» за роль Роберта Макнамары                  |                                                                             |
| 2003 | 60-я      | • Джим Бродбент — «Черчилль» за роль Десмонда Мортона                      |                                                                             |
| 2003 | 60-я      | • Брайан Крэнстон — «Малкольм в центре внимания» за роль Хэла Уилкерсона   |                                                                             |
| 2003 | 60-я      | • Шон Хейс — «Уилл и Грейс» за роль Джека Макфарленда                      |                                                                             |
| 2003 | 60-я      | • Деннис Хэйсберт — «24 часа» за роль Дэвида Палмера                       |                                                                             |
| 2003 | 60-я      | • Майкл Империоли — «Клан Сопрано» за роль Кристофера Молтисанти           |                                                                             |
| 2003 | 60-я      | • Джон Спенсер — «Западное крыло» за роль Лео Макгерри                     |                                                                             |
| 2003 | 60-я      | • Брэдли Уитфорд — «Западное крыло» за роль Джоша Лаймана                  |                                                                             |
| 2004 | 61-я      |                                                                            | • Джеффри Райт — «Ангелы в Америке» за роль Мистера Ли/Белиза/Ангела Европы |
| 2004 | 61-я      | • Шон Хейс — «Уилл и Грейс» за роль Джека Макфарленда                      |                                                                             |
| 2004 | 61-я      | • Бен Шенкман — «Ангелы в Америке» за роль Луиса Айронса/Ангела Океании    |                                                                             |
| 2004 | 61-я      | • Патрик Уилсон — «Ангелы в Америке» за роль Джо Питта                     |                                                                             |
| 2004 | 61-я      | • Ли Пейс — «Солдатская девушка» за роль Кальпернии Аддамс/Скотти          |                                                                             |
| 2005 | 62-я      |                                                                            | • Уильям Шетнер — «Юристы Бостона» за роль Денни Крейна                     |
| 2005 | 62-я      | • Майкл Империоли — «Клан Сопрано» за роль Кристофера Молтисанти           |                                                                             |
| 2005 | 62-я      | • Шон Хейс — «Уилл и Грейс» за роль Джека Макфарленда                      |                                                                             |
| 2005 | 62-я      | • Джереми Пивен — «Красавцы» за роль Ари Голда                             |                                                                             |
| 2005 | 62-я      | • Оливер Платт — «Доктор Хафф» за роль Расселла Таппера                    |                                                                             |
| 2006 | 63-я      |                                                                            | • Пол Ньюман — «Падение империи» за роль Макса Роби                         |
| 2006 | 63-я      | • Дональд Сазерленд — «Женщина-президент» за роль Натана Темплтона         |                                                                             |
| 2006 | 63-я      | • Джереми Пивен — «Красавцы» за роль Ари Голда                             |                                                                             |
| 2006 | 63-я      | • Навин Эндрюс — «Остаться в живых» за роль Саида Джарра                   |                                                                             |
| 2006 | 63-я      | • Рэнди Куэйд — «Элвис. Ранние годы» за роль полковника Тома Паркера       |                                                                             |
| 2007 | 64-я      |                                                                            | • Джереми Айронс — «Елизавета I» за роль Роберта Дадли, графа Лестера       |
| 2007 | 64-я      | • Джереми Пивен — «Красавцы» за роль Ари Голда                             |                                                                             |
| 2007 | 64-я      | • Томас Хейден Чёрч — «Прерванный путь» за роль Тома Харта                 |                                                                             |
| 2007 | 64-я      | • Джастин Кёрк — «Дурман» за роль Энди Ботвина                             |                                                                             |
| 2007 | 64-я      | • Маси Ока — «Герои» за роль Хиро Накамуры                                 |                                                                             |
| 2008 | 65-я      |                                                                            | • Джереми Пивен — «Красавцы» за роль Ари Голда                              |
| 2008 | 65-я      | • Кевин Диллон — «Красавцы» за роль Джонни Чейза                           |                                                                             |
| 2008 | 65-я      | • Энди Серкис — «Лонгфорд» за роль Иэна Брэйди                             |                                                                             |
| 2008 | 65-я      | • Тед Дэнсон — «Схватка» за роль Артура Фробишера                          |                                                                             |
| 2008 | 65-я      | • Уильям Шетнер — «Юристы Бостона» за роль Денни Крейна                    |                                                                             |
| 2008 | 65-я      | • Дональд Сазерленд — «Грязные мокрые деньги» за роль Патрика Дарлинга III |                                                                             |
| 2009 | 66-я      |                                                                            | • Том Уилкинсон — «Джон Адамс» за роль Бенджамина Франклина                 |
| 2009 | 66-я      | • Блэр Андервуд — «Лечение» за роль Алекса                                 |                                                                             |
| 2009 | 66-я      | • Денис Лири — «Пересчёт» за роль Майкла Хули                              |                                                                             |
| 2009 | 66-я      | • Джереми Пивен — «Красавцы» за роль Ари Голда                             |                                                                             |
| 2009 | 66-я      | • Нил Харрис — «Как я встретил вашу маму» за роль Барни Стинсона           |                                                                             |
| 2010 | 67-я      |                                                                            | • Джон Литгоу — «Декстер» за роль Артура Митчелла                           |
| 2010 | 67-я      | • Джереми Пивен — «Красавцы» за роль Ари Голда                             |                                                                             |
| 2010 | 67-я      | • Нил Харрис — «Как я встретил вашу маму» за роль Барни Стинсона           |                                                                             |
| 2010 | 67-я      | • Уильям Хёрт — «Схватка» за роль Дэниэла Пёрселла                         |                                                                             |
| 2010 | 67-я      | • Майкл Эмерсон — «Остаться в живых» за роль Бена Лайнуса                  |                                                                             |

## 2011—2020
| Год  | Церемония | Фотографии лауреатов                                                                                                | Лауреаты и номинанты                                                 |
| ---- | --------- | --- | -------------------------------------------------------------------- |
| 2011 | 68-я      | | • Крис Колфер — «Хор» за роль Курта Хаммела                          |
| 2011 | 68-я      | • Скотт Каан — «Гавайи 5.0» за роль Дэнни Уильямса                                                                  |                                                                      |
| 2011 | 68-я      | • Крис Нот — «Хорошая жена» за роль Питера Флоррика                                                                 |                                                                      |
| 2011 | 68-я      | • Эрик Стоунстрит — «Американская семейка» за роль Камерона Такера                                                  |                                                                      |
| 2011 | 68-я      | • Дэвид Стрэтэйрн — «Тэмпл Грандин» за роль профессора Карлока                                                      |                                                                      |
| 2012 | 69-я      | | • Питер Динклэйдж — «Игра престолов» за роль Тириона Ланнистера      |
| 2012 | 69-я      | • Пол Джаматти — «Слишком крут для неудачи» за роль Бена Бернанке                                                   |                                                                      |
| 2012 | 69-я      | • Гай Пирс — «Милдред Пирс» за роль Монти Берагона                                                                  |                                                                      |
| 2012 | 69-я      | • Тим Роббинс — «Правдивое кино» за роль Билла Луда                                                                 |                                                                      |
| 2012 | 69-я      | • Эрик Стоунстрит — «Американская семейка» за роль Камерона Такера                                                  |                                                                      |
| 2013 | 70-я      | | • Эд Харрис — «Игра изменилась» за роль Джона Маккейна               |
| 2013 | 70-я      | • Макс Гринфилд — «Новенькая» за роль Шмидта                                                                        |                                                                      |
| 2013 | 70-я      | • Мэнди Патинкин — «Родина» за роль Соула Беренсона                                                                 |                                                                      |
| 2013 | 70-я      | • Эрик Стоунстрит — «Американская семейка» за роль Камерона Такера                                                  |                                                                      |
| 2013 | 70-я      | • Дэнни Хьюстон — «Волшебный город» за роль Бена Дайамонда                                                          |                                                                      |
| 2014 | 71-я      | | • Джон Войт — «Рэй Донован» за роль Микки Донована                   |
| 2014 | 71-я      | • Роб Лоу — «За канделябрами» за роль Джека Старца                                                                  |                                                                      |
| 2014 | 71-я      | • Аарон Пол — «Во все тяжкие» за роль Джесси Пинкмана                                                               |                                                                      |
| 2014 | 71-я      | • Кори Столл — «Карточный домик» за роль Питера Руссо                                                               |                                                                      |
| 2014 | 71-я      | • Джош Чарльз — «Хорошая жена» за роль Уилла Гарднера                                                               |                                                                      |
| 2015 | 72-я      | | • Мэтт Бомер — «Обычное сердце» за роль Феликса Тёрнера              |
| 2015 | 72-я      | • Джон Войт — «Рэй Донован» за роль Микки Донована                                                                  |                                                                      |
| 2015 | 72-я      | • Алан Камминг — «Хорошая жена» за роль Илая Голда                                                                  |                                                                      |
| 2015 | 72-я      | • Билл Мюррей — «Что знает Оливия?» за роль Джека Кеннисона                                                         |                                                                      |
| 2015 | 72-я      | • Колин Хэнкс — «Фарго» за роль офицера Гаса Гримли                                                                 |                                                                      |
| 2016 | 73-я      | | • Кристиан Слейтер — «Мистер Робот» за роль мистера Робота           |
| 2016 | 73-я      | • Алан Камминг — «Хорошая жена» за роль Илая Голда                                                                  |                                                                      |
| 2016 | 73-я      | • Дэмиэн Льюис — «Волчий зал» за роль Генриха VIII                                                                  |                                                                      |
| 2016 | 73-я      | • Бен Мендельсон — «Родословная» за роль Денни Рейбёрна                                                             |                                                                      |
| 2016 | 73-я      | • Тобайас Мензис — «Чужестранка» за роль Фрэнка Рэндалла / Джонатана «Блэк Джека» Рэндалла                          |                                                                      |
| 2017 | 74-я      | | • Хью Лори — «Ночной администратор» за роль Ричарда Онслоу Ропера    |
| 2017 | 74-я      | • Стерлинг К. Браун — «Народ против О. Джея Симпсона: Американская история преступлений» за роль Кристофера Дардена |                                                                      |
| 2017 | 74-я      | • Джон Литгоу — «Корона» за роль Уинстона Черчилля                                                                  |                                                                      |
| 2017 | 74-я      | • Кристиан Слейтер — «Мистер Робот» за роль мистера Робота                                                          |                                                                      |
| 2017 | 74-я      | • Джон Траволта — «Народ против О. Джея Симпсона: Американская история преступлений» за роль Роберта Шапиро         |                                                                      |
| 2018 | 75-я      | | • Александр Скарсгард — «Большая маленькая ложь» за роль Перри Райта |
| 2018 | 75-я      | • Альфред Молина — «Вражда: Бетт и Джоан» за роль Роберта Олдрича                                                   |                                                                      |
| 2018 | 75-я      | • Кристиан Слейтер — «Мистер Робот» за роль мистера Робота                                                          |                                                                      |
| 2018 | 75-я      | • Дэвид Тьюлис — «Фарго» за роль В. М. Варги                                                                        |                                                                      |
| 2018 | 75-я      | • Дэвид Харбор — «Очень странные дела» за роль Джима Хоппера                                                        |                                                                      |
| 2019 | 76-я      | | • Бен Уишоу — «Очень английский скандал» за роль Нормана Скотта      |
| 2019 | 76-я      | • Алан Аркин — «Метод Комински» за роль Нормана Ньюлендера                                                          |                                                                      |
| 2019 | 76-я      | • Киран Калкин — «Наследники» за роль Романа Роя                                                                    |                                                                      |
| 2019 | 76-я      | • Эдгар Рамирес — «Убийство Джанни Версаче: Американская история преступлений» за роль Джанни Версаче               |                                                                      |
| 2019 | 76-я      | • Генри Уинклер — «Барри» за роль Джина Кузино                                                                      |                                                                      |
| 2020 | 77-я      | | • Стеллан Скарсгард — «Чернобыль» за роль Бориса Щербины             |
| 2020 | 77-я      | • Алан Аркин — «Метод Комински» за роль Нормана Ньюлендера                                                          |                                                                      |
| 2020 | 77-я      | • Киран Калкин — «Наследники» за роль Романа Роя                                                                    |                                                                      |
| 2020 | 77-я      | • Эндрю Скотт — «Дрянь» за роль священника                                                                          |                                                                      |
| 2020 | 77-я      | • Генри Уинклер — «Барри» за роль Джина Кузино                                                                      |                                                                      |

## 2021—2025
| Год  | Церемония | Фотографии лауреатов                                                               | Лауреаты и номинанты                                                |                                                                     |
| ---- | --------- | ---------------------------------------------------------------------------------- | ------------------------------------------------------------------- | ------------------------------------------------------------------- |
| 2021 | 78-я      |                                                                                    | • Джон Бойега — «Голос перемен» за роль Лероя Логана                |                                                                     |
| 2021 | 78-я      | • Брендан Глисон — «Правило Коми» за роль Дональда Трампа                          |                                                                     |                                                                     |
| 2021 | 78-я      | • Дэн Леви — «Шиттс Крик» за роль Дэвида Роуза                                     |                                                                     |                                                                     |
| 2021 | 78-я      | • Джим Парсонс — «Голливуд» за роль Генри Уилсона                                  |                                                                     |                                                                     |
| 2021 | 78-я      | • Дональд Сазерленд — «Отыграть назад» за роль Франклина Райнхардта                |                                                                     |                                                                     |
| 2022 | 79-я      |                                                                                    | • О Ён Су — «Игра в кальмара» за роль О Иль Нама                    |                                                                     |
| 2022 | 79-я      | • Бретт Голдстин — «Тед Лассо» за роль Роя Кента                                   |                                                                     |                                                                     |
| 2022 | 79-я      | • Марк Дюпласс — «Утреннее шоу» за роль Чарли Блэка                                |                                                                     |                                                                     |
| 2022 | 79-я      | • Киран Калкин — «Наследники» за роль Романа Роя                                   |                                                                     |                                                                     |
| 2022 | 79-я      | • Билли Крудап — «Утреннее шоу» за роль Кори Эллисона                              |                                                                     |                                                                     |
| 2023 | 80-я      |                                                                                    | Лучший актёр второго плана в телесериале (комедия/мюзикл или драма) | Лучший актёр второго плана в телесериале (комедия/мюзикл или драма) |
| 2023 | 80-я      | • Тайлер Джеймс Уильямс — «Начальная школа Эбботт» за роль Грегори Эдди            |                                                                     |                                                                     |
| 2023 | 80-я      | • Джон Литгоу — «Старик» за роль Харольда Харпера                                  |                                                                     |                                                                     |
| 2023 | 80-я      | • Джонатан Прайс — «Корона» за роль принца Филиппа, герцога Эдинбургского          |                                                                     |                                                                     |
| 2023 | 80-я      | • Джон Туртурро — «Разделение» за роль Ирвинга Бейлифа                             |                                                                     |                                                                     |
| 2023 | 80-я      | • Генри Уинклер — «Барри» за роль Джина Кузино                                     |                                                                     |                                                                     |
| 2023 | 80-я      | Лучший актёр второго плана в мини-сериале или телефильме                           |                                                                     |                                                                     |
| 2023 | 80-я      | • Пол Уолтер Хаузер — «Чёрная птица» за роль Ларри Холла                           |                                                                     |                                                                     |
| 2023 | 80-я      | • Ф. Мюррей Абрахам — «Белый лотос» за роль Берта Ди Грассо                        |                                                                     |                                                                     |
| 2023 | 80-я      | • Донал Глисон — «Пациент» за роль Сэма Фортнера                                   |                                                                     |                                                                     |
| 2023 | 80-я      | • Ричард Дженкинс — «Монстр: История Джеффри Дамера» за роль Лайонела Дамера       |                                                                     |                                                                     |
| 2023 | 80-я      | • Сет Роген — «Пэм и Томми» за роль Рэнда Готье                                    |                                                                     |                                                                     |
| 2024 | 81-я      |                                                                                    | • Мэттью Макфэдьен — «Наследники» за роль Тома Вамсгенса            |                                                                     |
| 2024 | 81-я      | • Билли Крудап — «Утреннее шоу» за роль Кори Эллисона                              |                                                                     |                                                                     |
| 2024 | 81-я      | • Джеймс Марсден — «Быть присяжным» за роль самого себя                            |                                                                     |                                                                     |
| 2024 | 81-я      | • Эбон Мосс-Бакрак — «Медведь» за роль Ричарда «Ричи» Джеримовича                  |                                                                     |                                                                     |
| 2024 | 81-я      | • Алан Рак — «Наследники» за роль Коннора Роя                                      |                                                                     |                                                                     |
| 2024 | 81-я      | • Александр Скарсгард — «Наследники» за роль Лукаса Матссона                       |                                                                     |                                                                     |
| 2025 | 82-я      |                                                                                    | • Таданобу Асано — «Сёгун» за роль Касиги Ябусигэ                   |                                                                     |
| 2025 | 82-я      | • Хавьер Бардем — «Монстры: История Лайла и Эрика Менендес» за роль Хосе Менендеса |                                                                     |                                                                     |
| 2025 | 82-я      | • Джек Лауден — «Медленные лошади» за роль Ривера Картрайта                        |                                                                     |                                                                     |
| 2025 | 82-я      | • Диего Луна — «Машина» за роль Энди Переса                                        |                                                                     |                                                                     |
| 2025 | 82-я      | • Эбон Мосс-Бакрак — «Медведь» за роль Ричарда «Ричи» Джеримовича                  |                                                                     |                                                                     |
| 2025 | 82-я      | • Харрисон Форд — «Терапия» за роль Пола Роудса                                    |                                                                     |                                                                     |